# Widzenie brata Lauteriusza
Widzenie brata Lauteriusza (hiszp. La visión de Fray Lauterio) – powstały w 1. poł. XVII w. obraz autorstwa hiszpańskiego malarza barokowego Bartolomé Estebana Murilla. Dzieło znajduje się w Fitzwilliam Museum w Cambridge w Wielkiej Brytanii.

## Historia
Pierwotnie było własnością klasztoru dominikańskiego La Regina Angelorum w Sewilli. Po jego likwidacji obraz stał się własnością Francesco Pereyry. W XIX w. został zakupiony przez Josepha Priora, który przekazał go do muzeum w Cambridge w 1879.

## Opis
Na obrazie przedstawiona została Matka Boża w otoczeniu aniołów (Matka Boża Anielska, patronka klasztoru dla którego obraz powstał), św. Franciszek z Asyżu, św. Tomasz z Akwinu i brat Lauteriusz. Po prawej stronie opisany został po hiszpańsku cud, który został namalowany.
Pewien franciszkanin o imieniu Lauteriusz czytał Sumę teologiczną, jedno z dzieł Doktora Anielskiego. Nie potrafiąc zrozumieć treści wykładu modlił się gorąco do Boga za wstawiennictwem założyciela swojego zakonu, by dane mu było pojąć prawdy wiary. Ukazać miała mu się Matka Najświętsza ze św. Franciszkiem i św. Tomaszem z Akwinu. Asyżanin miał zwrócić się do swojego naśladowcy, wskazując przy tym na Akwinatę: „Wierz mu, jego nauka będzie trwała wiecznie” (łac. „CREDE HVIC; QVIA EIVS DOCTRINA NON DEFICIET IN ÆTERNVM”; tekst na obrazie, wychodzący z ust św. Franciszka). Zakonnik miał wyznać publicznie, iż miał takowe widzenie.
Chociaż w różnych publikacjach w opisie obrazu błędnie podawane jest, iż na obrazie widnieje św. Dominik, zarówno nota opisowa w języku hiszpański, jak i normy ikonograficzne nie zostawiają wątpliwości, że chodzi o osobę św. Tomasza z Akwinu. To Doktora Anielskiego przedstawia się ze słońcem na piersiach, które symbolizuje jego Boską inspirację.